# Avdelningen för audiovisuella medier

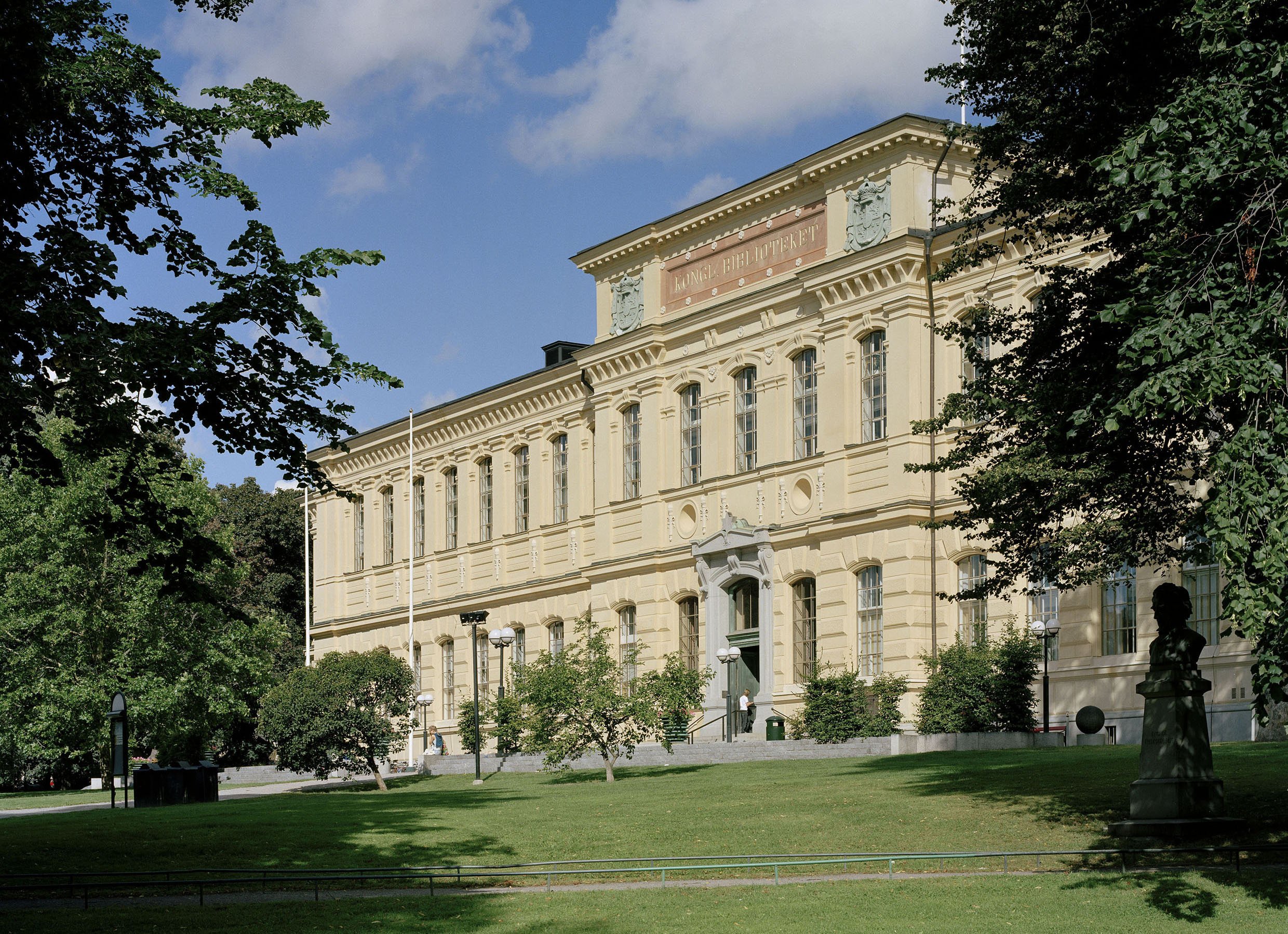
Kungliga biblioteket.

Avdelningen för audiovisuella medier är en enhet vid Sveriges nationalbibliotek Kungliga biblioteket i Stockholm.
Avdelningens uppgift är att samla in den del av Sveriges kulturarv som består av ljud och rörliga bilder, vilket innebär filmer som visas på biografer, videofilmer som tillhandahålls i Sverige, svenska fonogram och multimedier. Man bevakar utbudet, samlar in, dokumenterar, bevarar och gör pliktleveranser tillgängliga. Avdelningen utvecklar och underhåller Svensk mediedatabas och framställer nationaldiskografin som innebär katalogisering av den svenska skivutgivningen.
De audiovisuella samlingarna innehåller nästan allt som sänts, visats eller givits ut i Sverige sedan 1979. Genom inköp och donationer försöker man också täcka den svenska mediehistorien inom ljud och rörliga bilder bakåt i tiden.

## Historik
De audiovisuella samlingarna bildades 2008 ur Statens ljud- och bildarkiv (SLBA). SLBA, som i sin tur bildades ur Arkivet för ljud och bild (ALB), var från 1979 en svensk arkivmyndighet, som hade det nationella arkivansvaret i Sverige för radio- och tv-program, filmer, fonogram, multimedier och videor. Myndigheten hade cirka 90 anställda. Den 1 januari 2009 uppgick SLBA i Kungliga bibliotekets samlingar och fick där namnet "Avdelningen för audiovisuella medier". SLBA låg på Karlavägen i Stockholm, men samlingarna återfinns sedan mars 2011 i Kungliga bibliotekets lokaler i Humlegården.